# Freesia grandiflora
Freesia grandiflora es una  planta fanerógama perteneciente a la familia Iridaceae. Es originaria de  Sudáfrica. 

## Descripción
Freesia grandiflora es una planta herbácea perennifolia, geofita que alcanza un tamaño de 12-60 cm de altura; con el cormo globoso de 1-1,5 cm de diámetro; las hojas varias, por lo general llegan a la base de la espiga, pero a veces superiores a ella, 4-30x0,6-1,2 cm; tallos erectos, simples o ramificados 2-4; la inflorescencia en pico con 2 a 6  flores; brácteas suaves, de 1-2 cm de largo; flores de color rojo, rara vez de color rosa, las 3 tépalos inferiores, cada uno con una marca roja oscura en la base; el perianto con erecto tubo acampanado, delgado abajo, ancho y con forma de copa arriba, de 2-3 cm de largo; el fruto es una cápsula de 0,8-1x0,7-0,8 cm, liso a papilados irregular.

## Ecología
Se encuentra en la sombra en bosques y matorrales; cerca de hormigueros; a una altitud de 450-1800 m alt.

## Taxonomía
Freesia grandiflora fue descrita por (Baker) Klatt y publicado en Conspectus Florae Africae 5: 187. 1895.
Etimología
Freesia nombre genérico que fue dedicado en honor del médico alemán Friedrich Heinrich Theodor Freese (1795-1876).
grandiflora: epíteto latíno que significa "con flores grandes".
Sinonimia
- Anomatheca grandiflora Baker
- Freesia rubella Baker
- Hesperantha rubella Baker
- Lapeirousia graminifolia (Baker) L.Bolus
- Lapeirousia grandiflora Jacq.
- Lapeirousia grandiflora (Baker) Baker
- Tritonia graminifolia Baker[4][5]